# Castillo de Torija
El castillo de Torija es una fortaleza medieval situada en el municipio de Torija, Guadalajara, Castilla-La Mancha. En la torre del homenaje se encuentra el museo dedicado al libro de Camilo José Cela, Viaje a la Alcarria. Esta construcción fue datada a principios del siglo XV.
En el patio de armas del castillo se ubica el Centro de Interpretación Turística de la Provincia de Guadalajara (CITUG).

## Historia
El paso por el valle de Torija en el que actualmente discurre el trazado de la autovía del Nordeste ha sido una vía estratégica para las comunicaciones desde tiempos muy remotos. La elevación de la meseta de la alcarria en este punto hace que el pueblo de Torija sea considerado como Puerta de la Alcarria.
Cronistas e historiadores señalan que el nombre de Torija podría derivar del latín turris (que hace referencia a una torre o puesto de vigilancia) junto con el sufijo -ja (diminutivo), Turrija≈ torre pequeña, aunque la etimología de este nombre podría derivar de otros (torre fija, torre de hita, la ciudad de Tariq...). Por tanto es seguro que el municipio deba su nombre a una fortaleza que existió aquí desde hace numerosos siglos. Una torre de vigilancia que existiría en tiempo de los romanos.
Según la tradición oral, la fundación de un castillo en Torija se asocia a la Orden del Templarios en el siglo XII. 
Sirvió de atalaya defensiva en guerras medievales, siendo conquistado por los navarros en el siglo XV. Lo reconquistó el marqués de Santillana, quedando finalmente en posesión de una de las ramas de la familia Mendoza: los Suárez de Figueroa y Mendoza, condes de Coruña y vizcondes de Torija.
Durante la Guerra de la Independencia fue volado por orden de el Empecinado para evitar que los ocuparan los franceses. Durante la guerra civil sufrió también cuantiosos destrozos, siendo restaurado en los años 1960 por la Dirección General de Bellas Artes y más recientemente por la Diputación de Guadalajara.

## Descripción arquitectónica

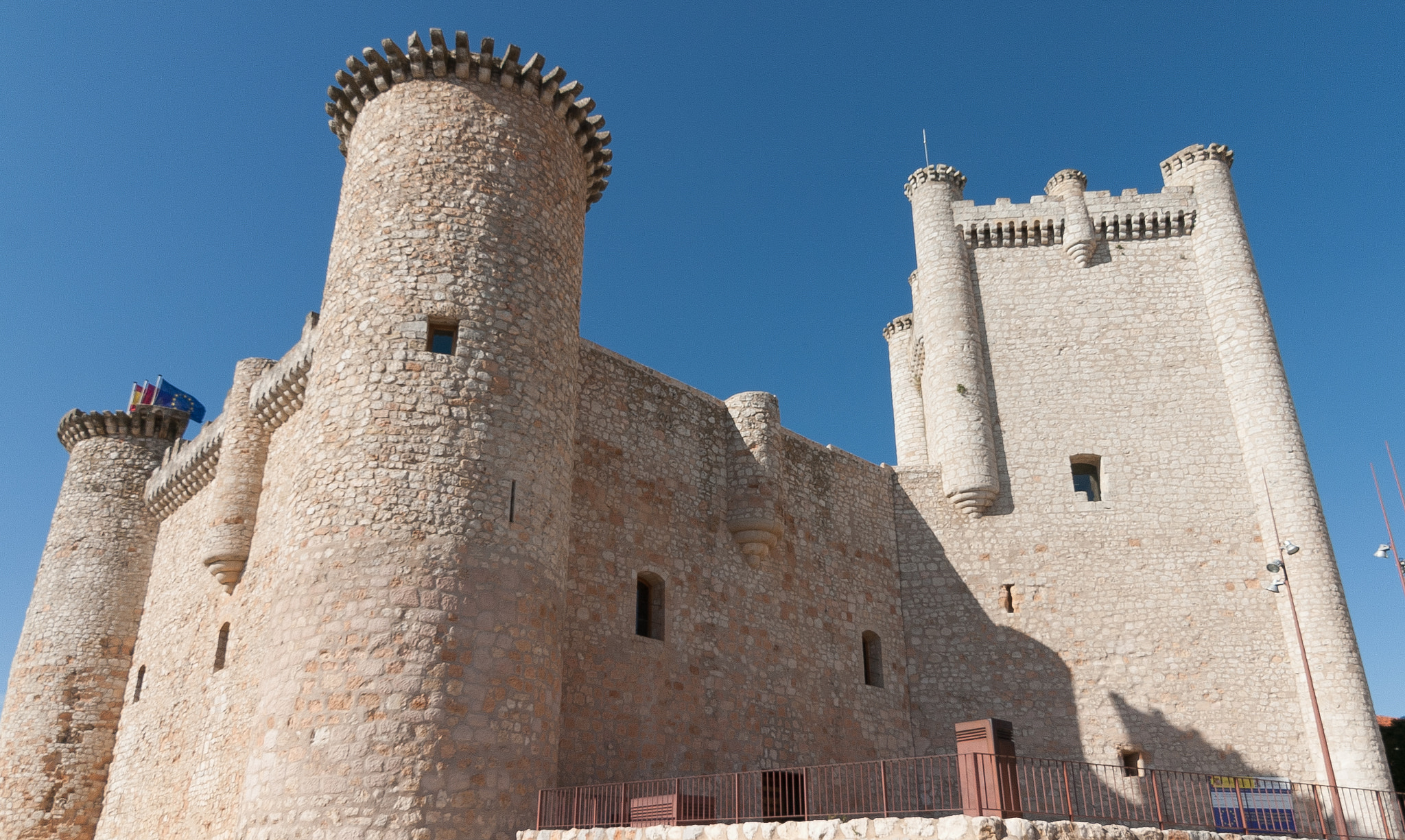
Vista actual del Castillo de Torija

Este castillo de tipo torrejón es uno de los pertenecientes a la llamada Escuela de Valladolid. Se trata de un modelo de castillos que se popularizó en el reino de Castilla durante el siglo XV. Es de planta cuadrada y con la torre del homenaje integrada en la muralla. Recuerda a otros castillos contemporáneos que se pueden encontrar en el norte de la meseta, como los castillos de Torrelobatón o Villafuerte.

## Inquilinos ilustres
A lo largo de los siglos distintas entidades y personas han sido los moradores y señores de Torija.
- Orden del Temple.

- Don Íñigo López de Orozco.
- Don Pedro González de Mendoza.
- Diego Hurtado de Mendoza.
- Doña María Coronel.
- Don Pedro Núñez de Guzmán.
- Don Gonzalo de Guzmán.
- Infantes de Aragón.
- Don Íñigo López de Mendoza (marqués de Santillana).

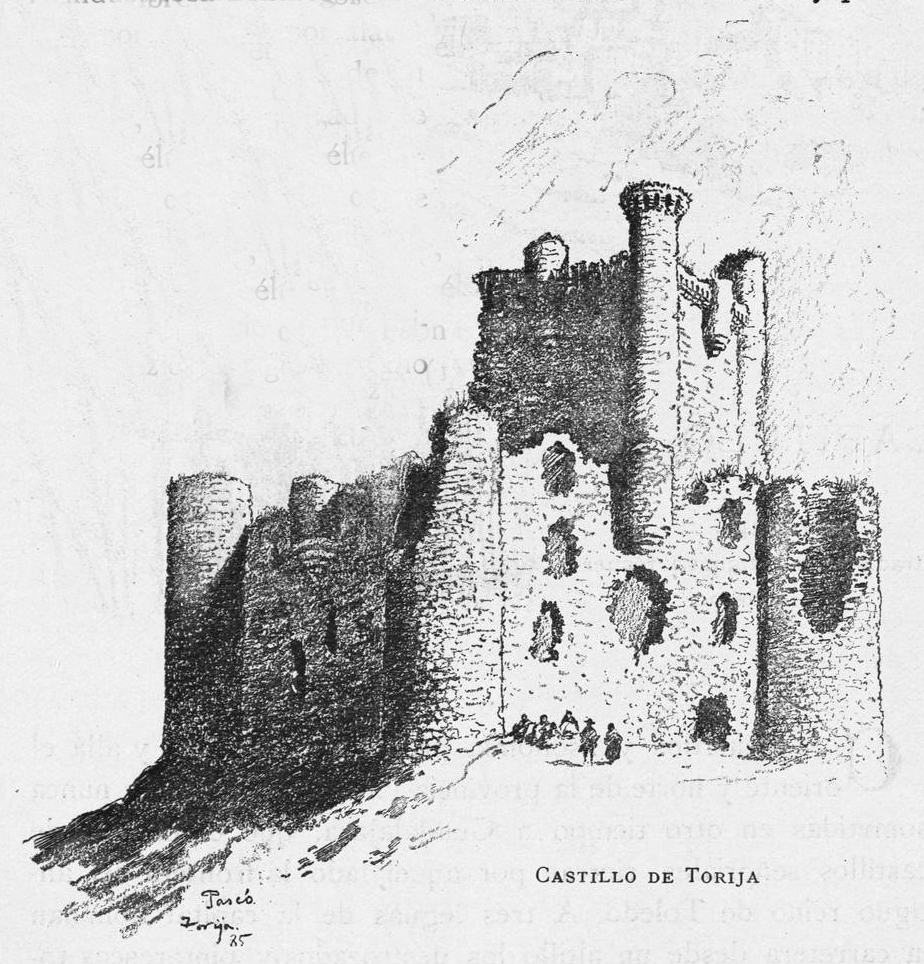
Castillo en 1885

- Don Lorenzo Suárez de Figueroa.
- Don Bernardino de Mendoza.
- Juan Martín "El Empecinado".

## Uso en la actualidad
En la actualidad sirve de sede para el Centro de Interpretación Turística de la Provincia de Guadalajara (CITUG). Un centro moderno dedicado a la divulgación y promoción de los recursos turísticos de la provincia de Guadalajara y gestionado por la Diputación de Guadalajara.

## Galería de imágenes

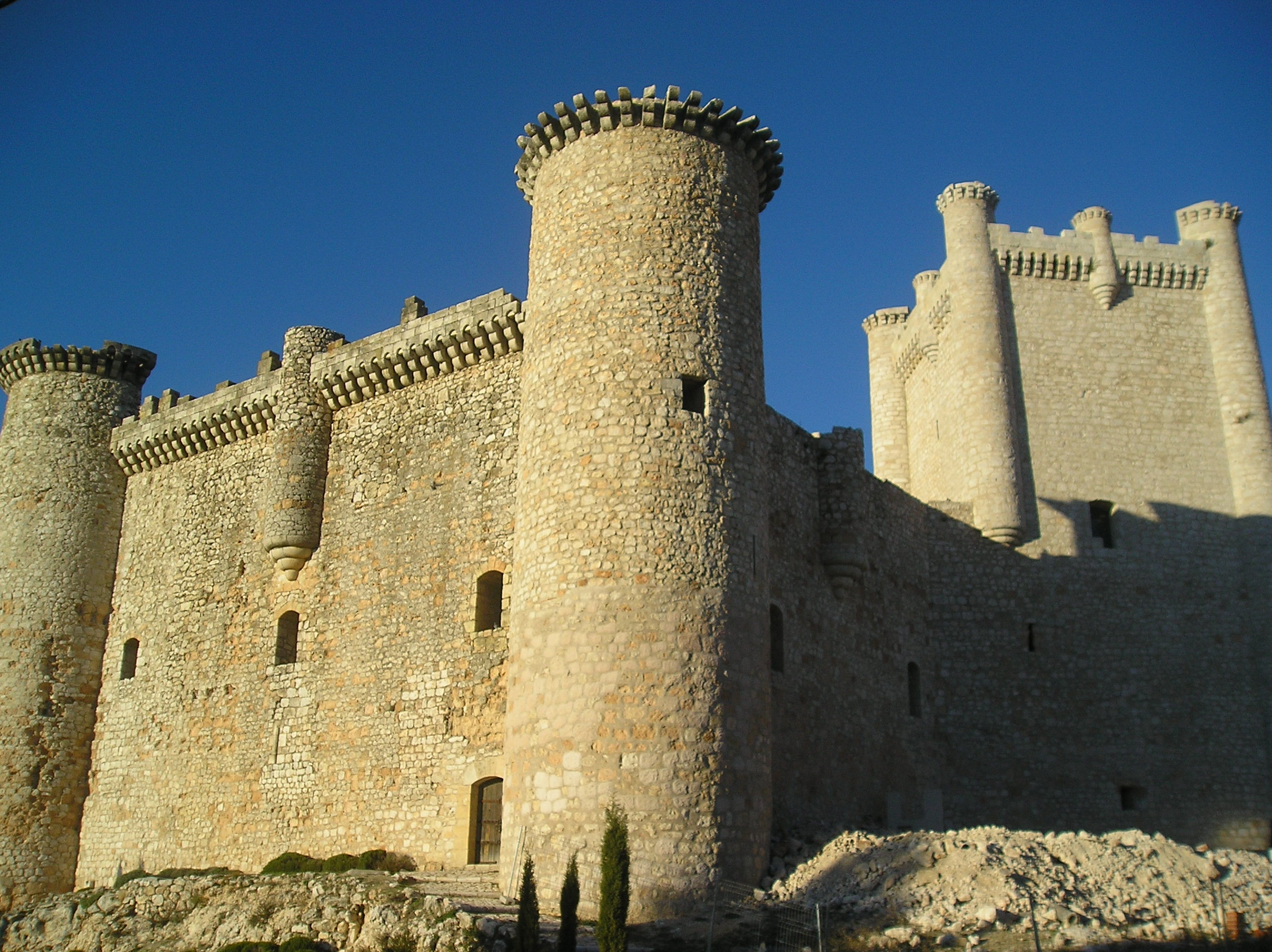
Vista lateral sureste.
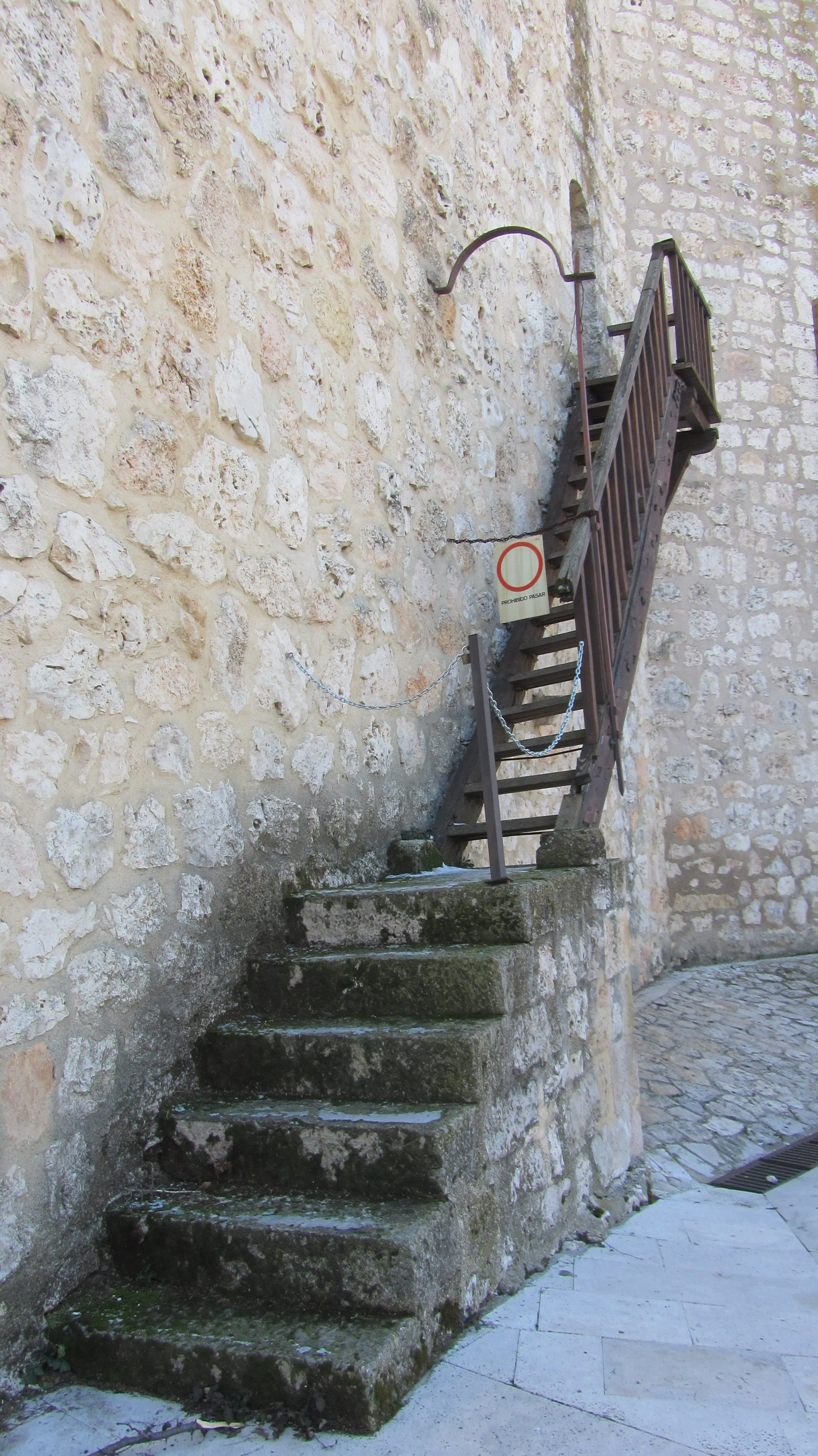
Escalera exterior.
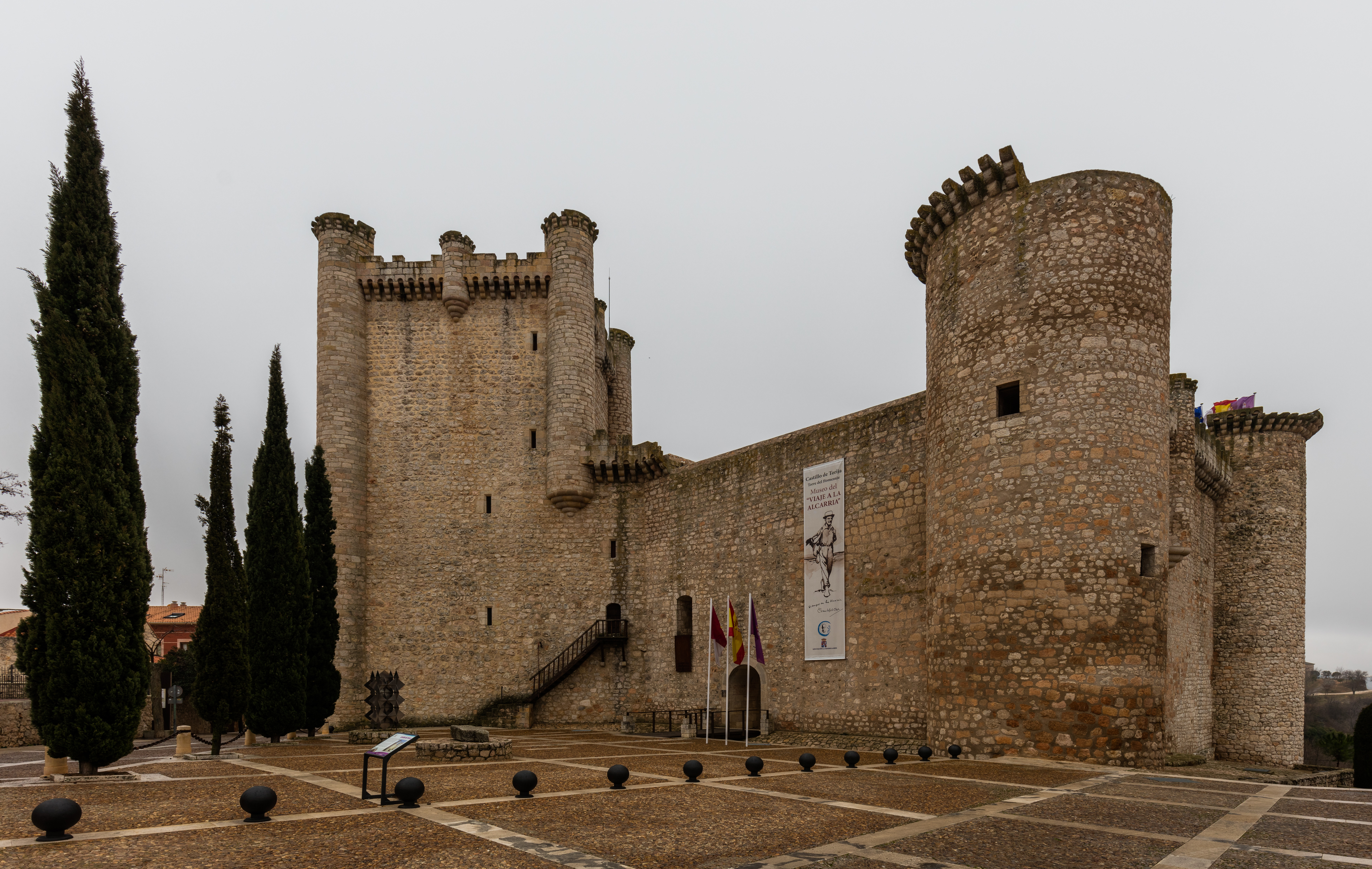
Vista desde la plaza del municipio.
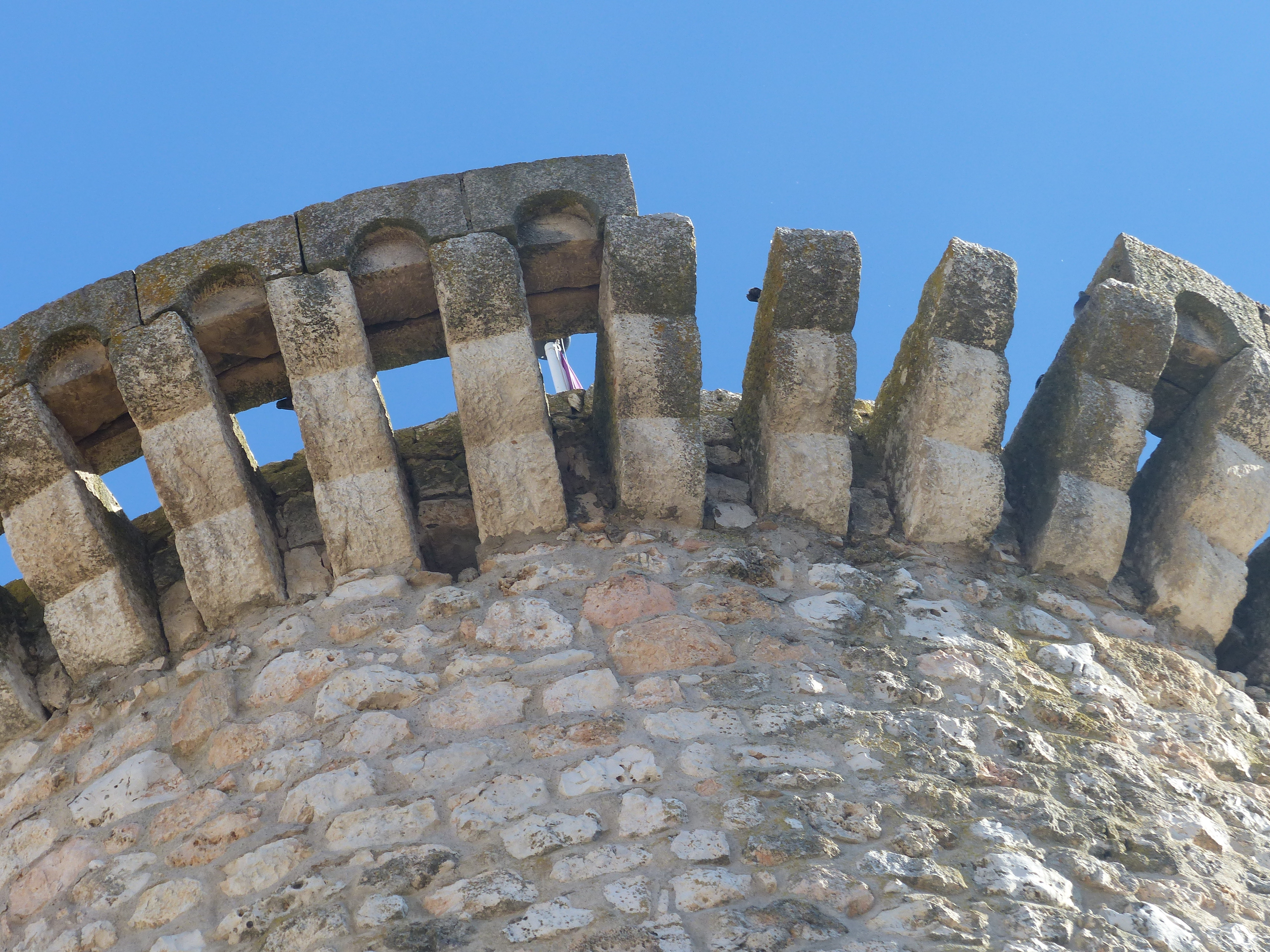
Detalle de una torre.
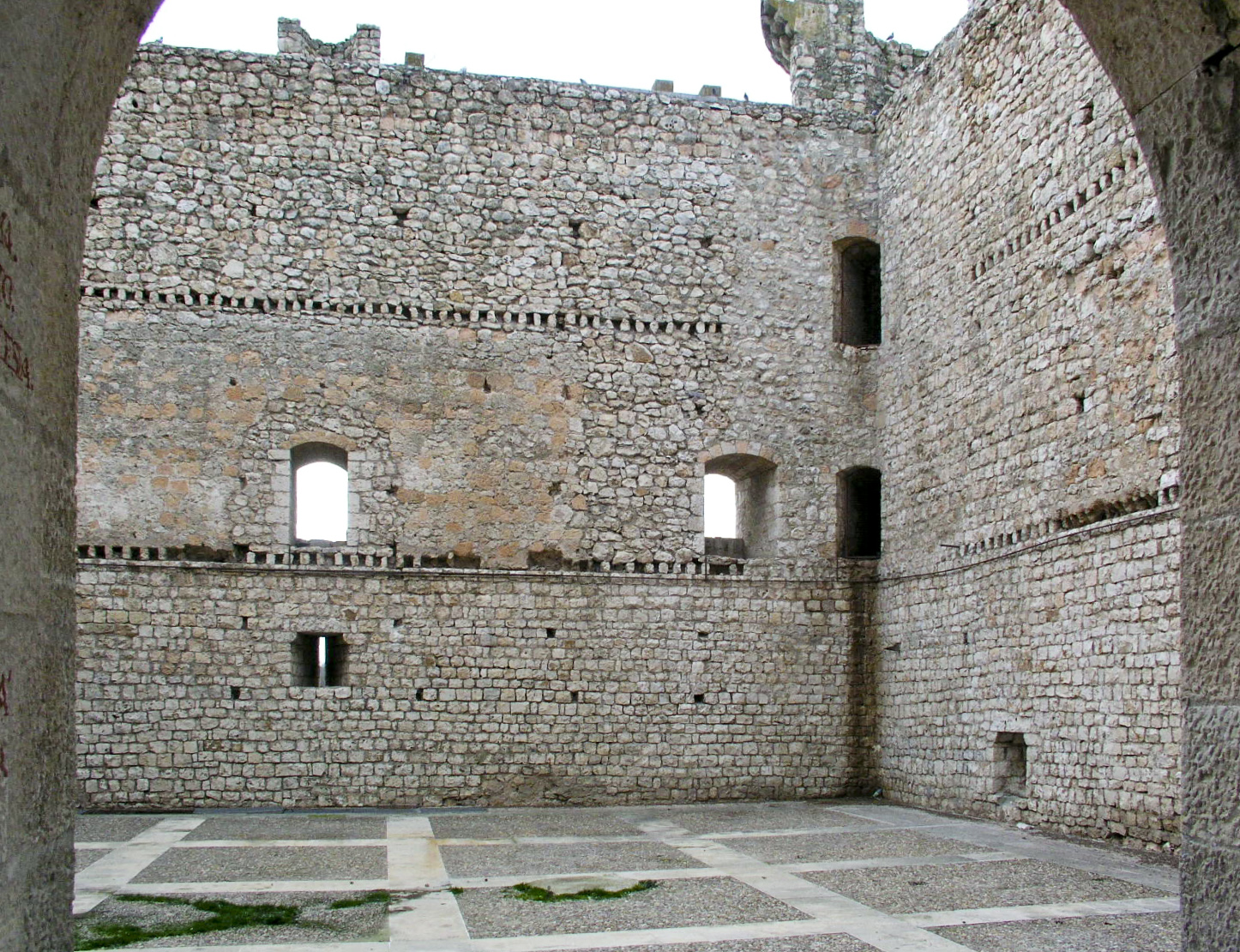
Vista del patio de armas antes de la construcción del CITUG
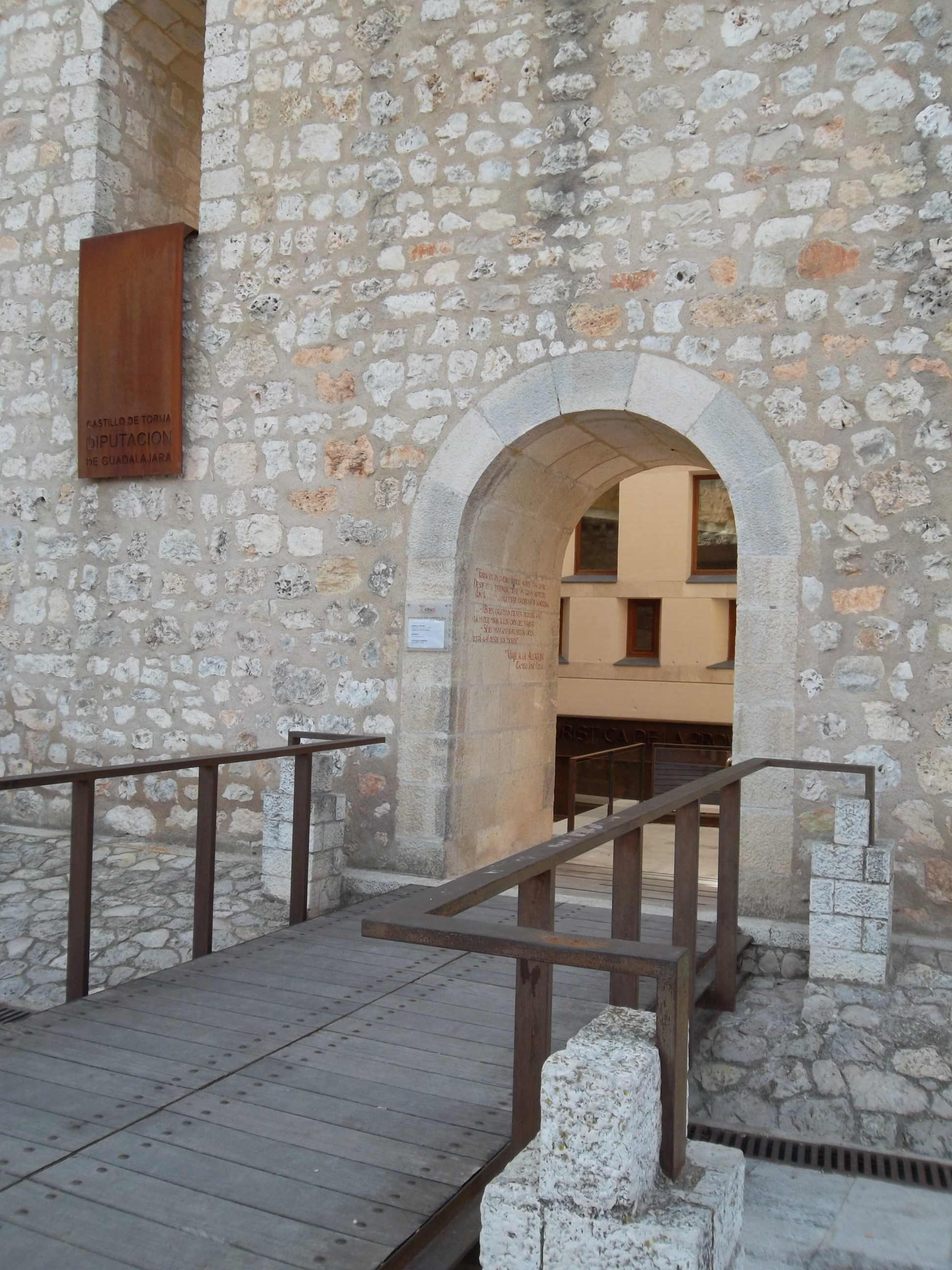
Vista interior de la entrada.
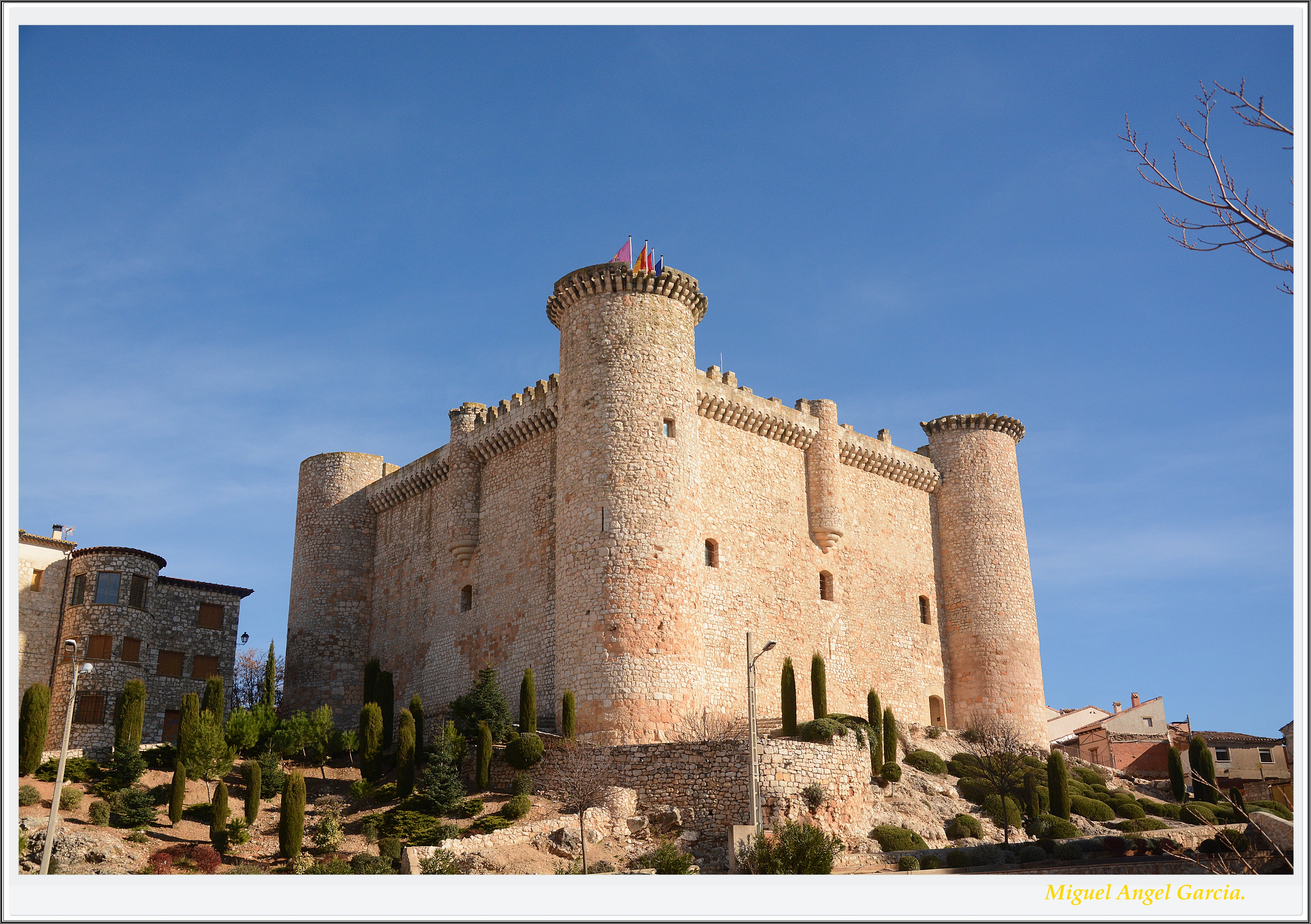
Vista suroeste.
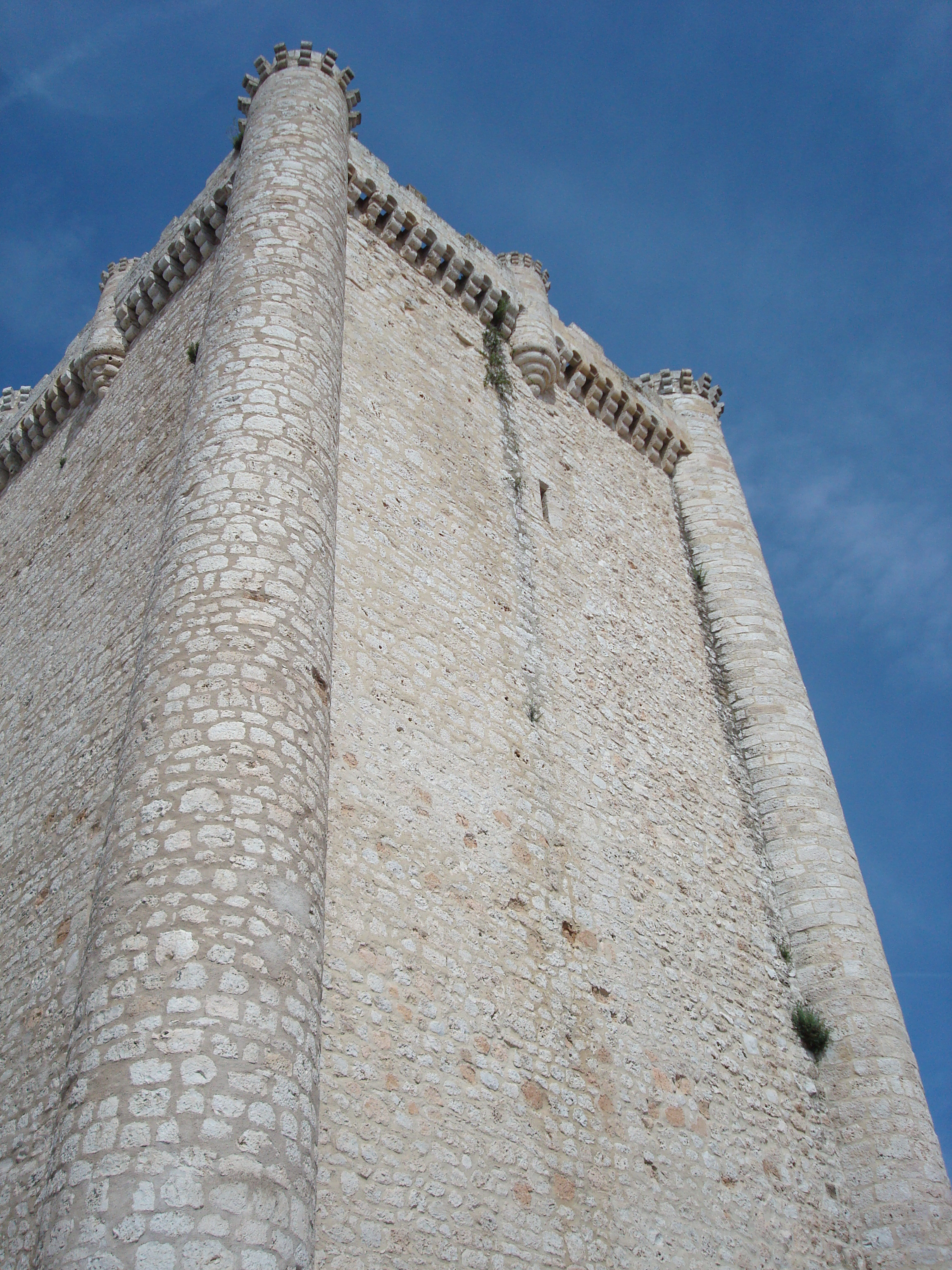
Torre del Homenaje.
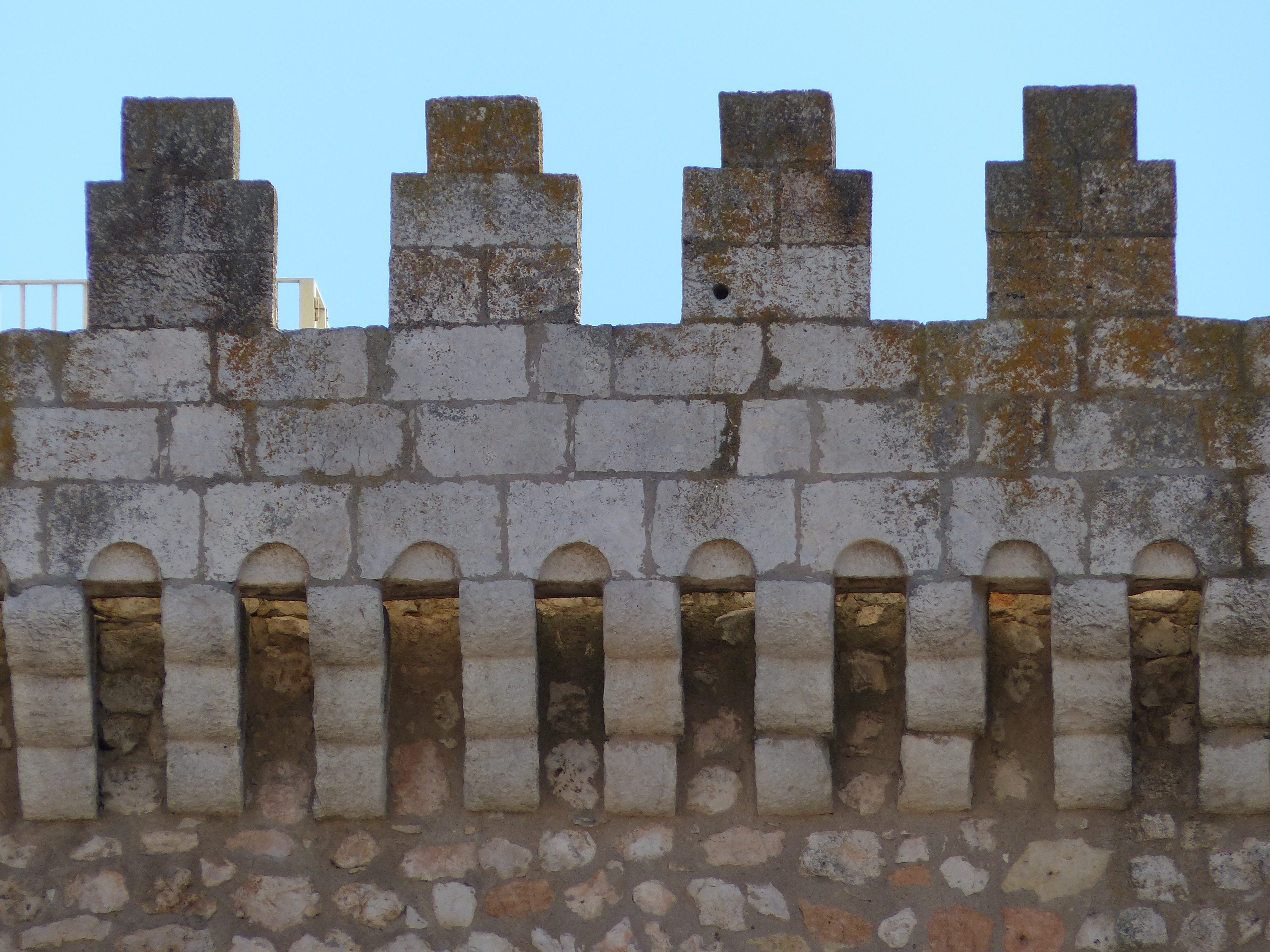
Detalle de las almenas.
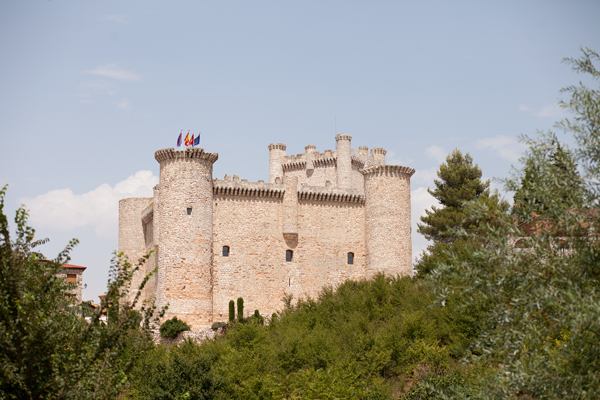
Vista desde lejos.